# Marian Markowski (muzealnik)
Marian Markowski (ur. 24 lipca 1918, zm. 28 stycznia 1989 w Krakowie) – muzealnik, prawnik, pilot, absolwent Wydziału Prawa Uniwersytetu Jagiellońskiego.

## Życiorys
Urodził się 24 lipca 1918 w rodzinie Władysława (1889–1928).
W 1934 rozpoczął szkolenie lotnicze w Aeroklubie Krakowskim. W czasie okupacji uczestnik konspiracji w Armii Krajowej, dowódca drużyny i plutonu w Zgrupowaniu Żelbet. Aresztowany w 1952 i skazany na karę śmierci, zamienioną następnie na dożywocie, zwolniony w 1956. Od 1957 zatrudniony w Zarządzie Inwestycji Szkół Wyższych AGH. Był także kierownikiem Doświadczalnego Ośrodka Rakietowego Aeroklubu Krakowskiego.
Twórca, organizator, a w latach 1967–1983 pierwszy dyrektor Muzeum Lotnictwa i Astronautyki w Krakowie. Autor publikacji z zakresu lotnictwa, prawa lotniczego. Wyróżniony Złotą Odznaką Miasta Krakowa i Błękitnymi Skrzydłami przez Skrzydlatą Polskę. Zmarł 28 stycznia 1989 w Krakowie. Został pochowany na cmentarzu Rakowickim.
24 maja 1995 Rada Miasta Krakowa podjęła uchwałę nr XXI/213/95 w sprawie nadania jednej z ulic w Dzielnicy XIV Czyżyny nazwę „ul. Mariana Markowskiego”. Jest to ulica łącząca al. Jana Pawła II z Muzeum Lotnictwa Polskiego.
W Oddziałowym Archiwum Instytutu Pamięci Narodowej w Krakowie przechowywane są materiały Sprawy Operacyjnego Sprawdzenia kryptonim "Lotnik" dot. Mariana Markowskiego s. Władysława ur. 24 lipca 1918, byłego członka Armii Krajowej, skazanego na karę pozbawienia wolności za działalność szpiegowską przez Wojskowy Sąd Rejonowy w Warszawie w związku z utrzymywaniem kontaktu z pracownikiem ambasady USA.

## Ordery i odznaczenia
- Krzyż Kawalerski Orderu Odrodzenia Polski
- Srebrny Krzyż Zasługi z Mieczami

## Publikacje
- Podstawowe wiadomości o kosmonautyce i technice rakietowej, Wydawnictwa Komunikacji i Łączności, 1964.